# Centrolene audax
A Centrolene audax  a kétéltűek (Amphibia) osztályába, a békák (Anura) rendjébe, ezen belül az üvegbékafélék (Centrolenidae) családjának Centrolene nemébe tartozó faj.

## Előfordulása
Ecuadorban él, endemikus faj. Természetes élőhelye a szubtrópusi és trópusi nedves hegyi erdők és folyóvizek. A  Río Salado folyó és a Cascada de San Rafael vízesés környékén négy helyszínen találták meg az Ecuadori Napo tartományban 1300-1700m tengerszint feletti magasságban. Állományai valószínűleg csökkenőben vannak, utolsó észlelése 1979-ben volt. Élőhelyét az emberi tevékenység veszélyezteti.